# Modus (czasopismo)
Modus. Prace z historii sztuki – czasopismo Instytutu Historii Sztuki UJ. 
Czasopismo powstało w 1999 jako kontynuacja wydawanych poprzednio rocznika "Zeszyty Naukowe UJ. Prace z historii sztuki". Założycielem i pierwszym redaktorem naczelnym był Wojciech Bałus. Od 2012 funkcję redaktora pełni Andrzej Betlej. 
Ukazało się 14 tomów czasopisma. Zawartość (t. 1-13) dostępna jest on-line na stronie internetowej czasopisma.
Skład Rady Naukowej (1999-2012): prof. dr hab. Wojciech Bałus, dr hab. Andrzej Betlej, prof. dr hab. Marcin Fabiański, prof. dr hab. Jerzy Gadomski, prof. dr hab. Tomasz Gryglewicz, dr hab. Maria Hussakowska-Szyszko, prof. dr hab. Piotr Krasny, prof. dr hab. Adam Małkiewicz, prof. dr hab. Jan K. Ostrowski, dr hab. Teresa Rodzińska-Chorąży, dr hab. Małgorzata Smorąg-Różycka, dr hab. Marek Walczak, dr hab. Marek Zgórniak, prof. dr hab. Klementyna Żurowska.
Skład Rady Naukowej (2012-): prof. dr hab. Wojciech Bałus,  prof. Milena Bartlová, dr hab. Andrzej Betlej, prof. dr hab. Marcin Fabiański, prof. dr hab. Tomasz Gryglewicz, prof. dr hab. Jan K. Ostrowski, dr hab. Marek Walczak.